# Культура Башкортостана
Культура Башкортостана — культура Башкирского народа, других народов и народностей Республики Башкортостан.
Основным элементом культуры населения РБ является народная культура. На её основе формировались профессиональные науки, литература, искусство. Своеобразие башкирской культуры определило влияния географических условий, религии, особенности исторического пути, взаимодействие с другими этнокультурами.
Самобытная культура республики складывается из её национального и жанрового разнообразия и включает в себя элементы фольклора, музыки, театра, танца, изобразительного искусства, религии, литературы и др.
Вопросы культуры в РБ находятся в ведении министерства культуры РБ.

## История
Башкирская культура формировалась с начала становления башкирского этногенеза в XII—XIV веках. На культуру оказывали влияние кочевой образ жизни, воззрения тенгрианства, ислама. Своеобразие башкирской культуры заключалось в языке, особенностях ведения хозяйства (полукочевое скотоводство и постепенные переход к оседлости), одежде (длинные платья, украшения из кораллов и монет, тюбетейки, меховые шапки, сапоги, ичиги), жилищах (юрты, летние, зимние), пище (преобладание молочных и мясных блюд, малое количество овощей, каши, густые супы), социальной организации (объединение родственных семей — потомков одного предка по мужской линии в аймаки), семейных традициях и др.
Параллельно с башкирской культурой на территории РБ развивалась культура населяющих её народов: русских, татар, украинцев, чувашей и др. С течением времени происходило взаимопроникновение культур, их влияние друг на друга.
До Октябрьской Революции в республике в основном развивалось самодеятельное искусство в виде народного творчества. После революции получила большое развитие профессиональная культура — музыкальная, театральная, живопись, хореография и др.
В 1980-е годы в Башкирской АССР, как и во всем СССР сформировалась единая национальная общность — Советский народ. Соответственно, сформировались единые интернациональные культурные элементы, традиции. Единая культурная общность развивалась и после распада СССР.
В 1990-е годы в республике произошёл отход от идеологии марксизма-ленинизма, нацеливание населения на строительство в республике капитализма без официальной идеологии. Культура мировоззрения населения сместилась в сторону религиозной культуры. Этому способствовало множество построенных в конце ХХ — начале XXI века мечетей, синагог, православных и католическая церквей.

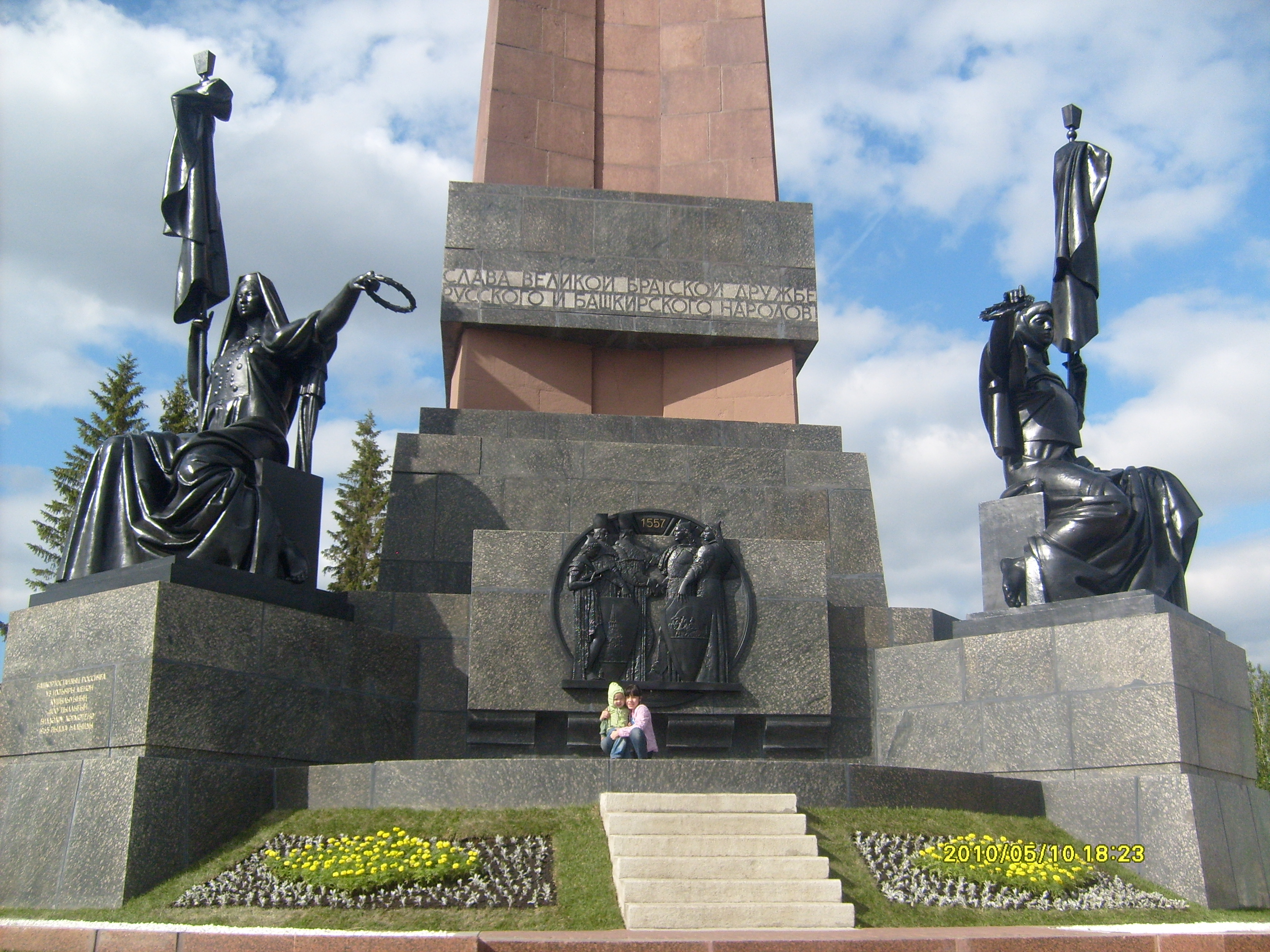
Монумент дружбы в Уфе

Культура в XXI веке в РБ стала развиваться как целостная система, как продукт художественной деятельности людей. Основным звеном художественной культуры является искусство. Искусство в Республике Башкортостан существует и развивается в конкретных многочисленных видах: литература, театр, живопись, графика, скульптура, архитектура, декоративно-прикладное искусство, художественная фотография, музыка, хореография, кино, цирк, соответственно многообразию типов общественной практики человека в сфере художественного освоения мира. Все виды искусства находят поддержку и финансирование.
Развитие и поддержка культуры в республике оказывается созданными в республике творческими союзами: Союз писателей Республики Башкортостан, Союз композиторов Республики Башкортостан, «Союз художников России» Республики Башкортостан, Союз театральных деятелей Республики Башкортостан, Союз кинематографистов Башкортостана, Союз композиторов Республики Башкортостан и др.
В республике работают театры: Башкирский государственный театр оперы и балета; Башкирский академический театр драмы имени Мажита Гафури; Русский академический театр драмы Башкортостана; Национальный молодёжный театр имени Мустая Карима; Уфимский государственный татарский театр «Нур»; Башкирский государственный театр кукол и др., многочисленные музеи, выставочные залы, библиотеки, дворцы культуры.
Вопросы культуры находят отражения в журналах РБ Ватандаш, Агидель, Аманат, Бельские просторы, Акбузат и др.
Государством охраняются 409 памятников истории и архитектуры, 28 памятников искусства, 127 могил, 7 парков, 4 памятника истории, 1281 памятников археологии, расположенных на территории РБ. Среди них 12 памятников архитектуры, 2 памятника истории, 2 памятника искусства, 28 памятников археологии федерального значения.
2014 год в РБ был объявлен годом культуры. В этом году в республике проводился марафон культурных событий «Культурная столица Башкортостана», концерты под названием «Ночи», закончено строительство фондохранилища Башкирского государственного художественного музея имени М. В. Нестерова, прошёл первый Международный фестиваль национального и этнического кино «Акбузат», к 260-летию со дня рождения Салавата Юлаева проведён фольклорный праздник «Салауат йыйыны» с этнофестивалем «Юрюзань», на поддержку культуры в РБ с президентскими грантами выделено 106 млн рублей.

## Учебные заведения
В РБ работают учебные заведения культуры Уфимская государственная академия искусств имени Загира Исмагилова (УГАИ), Уфимское училище искусств, Салаватский музыкальный колледж.

## Наука
Всестороннее изучение культуры народов Башкортостана началось с конца XIX — начала XX века учеными Н. А. Аристов, В. И. Даль, Р. Г. Игнатьев, М. В. Лоссиевский, П. И. Небольсин, Д. П. Никольский, С. И. Руденко, С. Г. Рыбаков, И. С. Попов, В. И. Филоненко и др.
Вопросами развития, функционирования культуры народов Башкортостана занимались ученые РБ В. Л. Бенин, Д. Ж. Валеев, А. М. Кадыров, Ф. Т. Кузбеков, Л. Н. Попова, З. Г. Ураксин, К. А. Фёдоров, С. А. Халфин, Ф. Г. Хисамитдинова и др.
В Башкирском государственном университете на факультетах башкирской филологии и журналистики, философии и социологии, филологическом факультете, в Стерлитамакской государственной педагогической академии им. Зайнаб Биишевой изучают национальную словесность народов РБ.
Создается реестр памятников культурного наследия Республики Башкортостан.

## Выдающиеся представители
Большой вклад в культуру народов Башкортостана внесли поэты и писатели Салават Юлаев, Ш. Бабич, Мустай Карим, Мажит Гафури, Назаров, Рашит Саитбатталович; художники М. Нестеров, К. С. Девлеткильдеев, А. Э. Тюлькин, Б. Домашников, Сабит Яхшибаев; артист Абдразаков, Аскар Амирович, композиторы Х. К. Ибрагимов, М. М. Валеев, кураисты Ю. М. Исянбаев, Х. Б. Ахметов.